# アンティーク 〜西洋骨董洋菓子店〜
『アンティーク 〜西洋骨董洋菓子店〜』（アンティーク せいようこっとうようがしてん）は、2001年10月8日から12月17日まで毎週月曜日21:00 - 21:54（JST）に、フジテレビ系の『月9』枠で放送された滝沢秀明主演のテレビドラマ。
原作はよしながふみによる漫画『西洋骨董洋菓子店』。劇中ではタイプライターで起こされる文字を模したテロップ表示を使用した演出を多用し、また使用されるすべての音楽はMr.Childrenの楽曲で構成されている。

## ストーリー
洋菓子店「アンティーク」を舞台に、元ボクサーで見習いパティシエの神田エイジやオーナーの橘圭一郎、天才パティシエの小野裕介、子持ちのギャルソンである小早川千影が、様々な理由で店を訪れる客たちと繰り広げるハートフルコメディ。

## キャスト

### 主要人物
神田 エイジ〈20〉
演 - 滝沢秀明
元ボクサーでケーキ大好き人間。ボクサーとして将来を嘱望され「天才」とまで称されていたが、網膜剥離発症の危惧から無念の引退、のちに失踪する。
失意の中で自身の行末を決めかねていた時、ランニング中の住宅街で深夜まで営業していた洋菓子店「アンティーク」に立ち寄り、そこのケーキに感動。その場で強引に見習いパティシエとして採用してもらう。
「先生」と慕うパティシエの小野には心酔と言っていい態度を取るが、それ以外は橘オーナーであってもタメ口となる問題児。時として客に対してもタメ口となる。
後にボクサーへの未練が吹っ切れたのか、店の休憩時間に神田ジムの後輩を相手にスパーリングを楽しむようになる。
青い鯉のスカジャンがトレードマーク。
エイジの父親もケーキ職人で、エイジが父のそれに似た味わいのバタークリームを使ったケーキを作ったことから、劇中後半では橘から少年時代の自分を誘拐した犯人とエイジの父親が同一人物であるとの疑念を持たれたが、桃子の調査により無関係と判明する。
橘 圭一郎〈35〉
演 - 椎名桔平
洋菓子店「アンティーク」のオーナー兼ギャルソン。
某財閥の御曹司で、少し前まで大企業で入社以来トップの成績をキープし続ける営業マンとして将来を嘱望されていたが、あることがきっかけで突然退社。その後、なぜか洋菓子店のオーナーになる決意をする。
洋菓子店を営んでいるが、本人は甘いもの嫌いの辛党。子供の頃に誘拐され、犯人が捕まらずに終わるという事件を体験し、それが今でもトラウマになっている。またこれが彼の性格や人格に何かしらの影響を及ぼしたのか、これまで交際した全ての女性に対し友好関係を築いたにもかかわらず「私はあなたとは吊り合わない」や「私のために自分をごまかさなくていい」などという理由で別れられている。またケーキの知識は折り紙つきと見せかけて、カンニングによる商品説明を行っていたが、宗像に窘められてからは真面目に勉強している。千影から「ワカ」、エイジから「オヤジ」と呼ばれている。
説得力のある推理や予想を披露するが、必ず外し、スーパーカーを駐禁されるなど、二枚目半的な役まわりが多い。劇中後半でエイジの父親が自分を誘拐した犯人と同一人物であると疑いつつ、エイジの父の写真を直視出来ない臆病者の面を見せ、「エイジが誘拐犯の息子でも、彼を追い出したりはしない」と語るが、最終的に犯人に関する橘の推測は事実ではなかったことが判明する。また、その過程でエイジがかつて過ごした孤児院を訪れ、エイジの過去を知るに至る。
小野 裕介〈28〉
演 - 藤木直人
輝かしい受賞経歴と、いくつもの名店を築きあげてきた実績を誇る若き天才パティシエ。
天才であるにもかかわらず、ある癖が原因でこれまでの店を全て解雇されており、橘オーナーの招聘に応じてアンティークに招かれた当時も失職中だった。とある理由で女性恐怖症。話す相手の目をじっと見つめることからゲイだと疑われることがあるも、終盤によるとこれは「少年時代に、父から話す時は相手の目を見ろと厳しく躾けられた」とのこと。
劇中後半で自分を慕うエイジを突き放すが、これはエイジの才能を認めた上で「自分の下で働いているだけでは、彼は自身の才能を生かせず、自分の模造品にしかならない」ことへの危惧によるものだった。
小早川 千影〈35〉
演 - 阿部寛
開店時からアンティークを常に監視する謎の男。後にアンティークのギャルソンとして採用される経緯を持つ。
幼少時から橘家で圭一郎の遊び相手（手下？）をしており、当時から「カゲ」と呼ばれ、橘を「若」と呼び慕っている。また、橘が意中の女性から別れを告げられる悲しい場も、全て物陰から見守っている。
エイジのことは、年下であるにもかかわらず、自分のことを「カゲ」と呼び、先輩風を吹かすため、鬱陶しがってる。エイジを「ぼく」と呼ぶ。
千影役が阿部寛となったのは「これ、アベちゃんしかいないよ」と椎名桔平が推したからであり、事実、原作者自身も阿部寛をモデルにして描いていた事を認めている。
飯塚 桃子〈25〉
演 - 小雪
スポーツタイムス編集部記者。ボクサー時代の神田エイジに惹かれ、突然の引退後も復活を信じて「復活の軌跡」を書こうとしている新米記者。
エイジを追いかけて正体を隠したままアンティークの常連になり、小野に一目惚れした。成り行きでウエイトレスをしたこともある。
後に記事を書いてからエイジ達に全てを打ち明けて謝罪するが、一同からは許され、エイジに至っては「もっとかっこよく書いて欲しかったな」とまで言われた。

### アンティークの客
吉永 正太〈17〉
演 - えなりかずき
マウンテンバイクでやってくるアンティークの常連で、近所の和菓子屋の息子。全く客扱いされないかわいそうな男だが、いないならいないで不当に扱われる。珠美に恋するが、恋愛経験に浅くエイジや小野にたびたび相談し修行に励む。何かにつけ実家の和菓子と比較する。やってくる客の多くが「謎の男」と表記されるのに対して唯一「謎のない男」と表記される。
宗像 克雄〈56〉
演 - 辻萬長
アンティークに新作のケーキのみを買いに来る謎の男。実は圭一郎が子供の頃に体験した事件を担当していた刑事。
圭一郎は、あの時の刑事であることを忘れていたが、ふとしたことで思い出し、それ以来宗像が来店すると圭一郎は彼を避けるようになる。警察を退職した今でもその事件のことで苦しんでいる。ドラマ版では、圭一郎とは知らずに来店していたが、圭一郎が、自分が橘圭一郎だと名乗ると同時に感謝の意を伝え、「これからも店に来て欲しい」と告げた。
祐介不在中にエイジがパティシエデビューとして作ったケーキに対しては一瞥しただけで帰り、コケにされた格好となったエイジは怒り心頭だった。
島崎 珠美〈21〉
演 - 眞鍋かをり
アンティークの常連。当初は店に展示しているケーキを凝視するだけで、買わずに帰ってしまう謎の行動をとる。桃子が思わず「おいしい」と言った時には、泣きながら店を出て行った。
実は高校時代に「太っている」と言われて失恋した経験からダイエットに励み、トラウマから大好きなケーキを食べることが出来ないようになっていた。しかしエイジの協力でその時の失恋相手と再会を図ろうとするが、当時の姿と大きく異なっていたことから全く気付かれずに通り過ぎて行かれた。しかしこのことで、「自分が深刻だと考えていたことは、他人にとってはどうでもいいものだった」と吹っ切れた。

### スポーツタイムス新聞社
野間 篤史〈43〉
演 - 小林すすむ
飯塚桃子の上司。甘党らしく、アンティークのケーキをよく買って来ては職場で食べている。
佐伯
演 - 野仲イサオ
スポーツタイムス編集部記者。飯塚桃子の先輩。桃子を一人前の記者にすべく厳しく指導するが、それとなくフォローもしている。実は以前、ノンフィクション大賞を目指していた時期があった。

### 圭一郎の家族
橘 紘子
演 - 生田悦子
橘圭一郎の母。通称お母様。
白井 栄子
演 - 木村翠
橘圭一郎の叔母。通称おば様。
白井 富貴子〈70〉
演 - 八千草薫
橘圭一郎の祖母。孫の圭一郎を心配して、アンティークにもたびたび姿を現すようになる。
その際に店を監視していた千影に気付き、一緒に店内に連れ込む。千影を「ちぃちゃん」と呼び、エイジを「ぼく」と呼ぶ。

### 小野家
小野 玲子
演 - 細川直美
小野啓介の妻。裕介が学生の頃に付き合っていたが、実は兄の啓介とも付き合って（つまり二股をかけて）おり、その兄と結婚するために裕介を切り捨てた。
裕介が国外に出てパティシエの道に入る契機となり、女性恐怖症の原因ともなるが、後に裕介と和解する。
小野 啓介
演 - 升毅（第9話、最終話）
小野裕介の兄。大学の世界史講師。事故のため、車椅子生活をしている。妻である玲子が交際当時、自分と裕介の二股をかけていた事は知らなかったらしい。

### 神田ボクシングジム
武藤 忠宏
演 - 青木忠宏
エイジが所属していた「神田ボクシングジム」に所属する現役ボクサー。武藤製粉の跡取り息子。
神田会長は「若手有望株」と持ち上げるが、エイジの消息を聞きに来た飯塚桃子からは「なにも感じない」と言われてしまう。
第1話から最終話まで必ずワンカット登場し、なかには『ウォーリーを探せ』のようにどこにいるのかが非常に判りづらい回もある。エンディングの映像では答え合わせらしき映像が挿入される演出が行われている。
本広克行の監督作品『交渉人 真下正義』では、アンティークの店員として、舞台となる地下鉄の指令室にケーキを配達している。
神田 源一
演 - 牟田悌三
かつてエイジが所属していた神田ボクシングジムの会長。
高校時代に不良だったエイジをボクシングの世界に導き、結果的に更生させた恩人。引退したエイジのことを心配している。

### その他
内野 茜〈24〉
演 - 西野妙子
神田エイジの元恋人で看護婦。
エイジがボクサーを辞めた後、しばらくの間は彼女のアパートで同居していた。既に恋人ではなく友人関係であるため、後に新しい彼氏が出来たのを理由に同居を解消されて追い出されたエイジはアンティーク二階の空き部屋に引っ越す事（事実上の住み込み）になる。
師岡 美恵子
演 - 鈴木砂羽（第8話、第9話、最終話）
飯塚桃子の友人で、フリーレポーター。千影と結婚するが、後に離婚する。

### ゲスト

#### 第1話
中野 逸子
演 - 小西真奈美（最終話にも出演）
アンティークの常連客。特注のウェディングケーキを注文する。
その直後に過去のアルバイト歴を問題にされ婚約破棄に至るが、それを隠してアンティークでウェディングケーキを受け取る。

#### 第2話
鬼塚 トオル
演 - 長塚圭史（最終話にも出演）
現役ボクサー「サンダー鬼塚」。ボクサーとしては若くもなく強くもない凡庸な選手で、エイジと対戦した経験（1ラウンド45秒でKO負け）がある。
ボクシングに対する情熱は人一倍熱く、それゆえ恋人と軋轢を生む。またボクサーとして憧れていたエイジがケーキ屋になっていることに驚き、侮辱ともとれる言動を言い放つ。
恋人の妊娠により、次の試合（次期チャンプ候補と目される有望な若手選手との対戦）で負けたら引退し就職する決意を固めるが…。
波子
演 - 今井恵理（最終話にも出演）
鬼塚トオルの恋人。妊娠を告げる為にアンティークでトオルと待ち合わせするが、喧嘩別れしてしまう。
エイジの話で徐々に「ボクサーの思い」を理解するようになる。

#### 第4話
大林 加世子
演 - 大島優子
由紀子の娘。病気で入院中。エイジとの交流をきっかけに、アンティークで自分だけのケーキを作ることが出来たのだが…。
大林 由紀子
演 - 白木美貴子（第7話にも出演）
入院中の娘のため、「星のケーキ」をアンティークに注文した客。
牧野 潤子
演 - 中越典子
内野茜の友人。エイジの元彼女。

#### 第5話
遠山 みどり
演 - 須藤理彩
宗像克雄の娘。2児の母。

#### 第7話
武内 秀子
演 - 邑野未亜
小早川千影の娘。愛称は｢デコ｣または「デコちゃん」。両親が離婚し、母親に引き取られていた。ハンガリーの音楽院に留学することを父に報告するため、アンティークを訪れる。
原作での名前は「楓子」。

## スタッフ
- 原作 - よしながふみ『西洋骨董洋菓子店』
- 脚本 - 岡田惠和
- 音楽 - Mr.Children
- 演出 - 本広克行、羽住英一郎
- プロデュース - 高井一郎（フジテレビ）
- 美術 - 片岡浩美（フジテレビ）

## 受賞歴
- 第31回ザテレビジョンドラマアカデミー賞[1][2]
  - 最優秀作品賞
  - 助演男優賞（椎名桔平）
  - 主題歌賞（Mr.Children）
  - 劇中音楽賞
  - キャスティング賞
  - タイトルバック賞（山本雅之）
  - ザテレビジョン特別賞（ケーキ製作）

## 使用楽曲
ドラマ中に流れる音楽はすべてMr.Childrenの楽曲が使用されており、最終話のサブタイトルもMr.Childrenの楽曲「終わりなき旅」からとられた。

### 主題歌
- youthful days

### 挿入歌（BGM）
- 第1話『天使の羽』（16曲）
  - prologue
  - Printing
  - Dance Dance Dance
  - I'll be
  - I'LL BE[注 2]
  - 友とコーヒーと嘘と胃袋
  - Simple
  - ジェラシー
  - 蜃気楼
  - マーマレード・キッス
  - さよならは夢の中へ
  - 安らげる場所
  - 花
  - つよがり
  - 優しい歌
  - 君が好き[注 3]

- 第2話『愛の井戸』（15曲）
  - ジェラシー
  - マーマレード・キッス
  - ALIVE
  - Tomorrow never knows（remix）
  - ニシエヒガシエ
  - NOT FOUND
  - Brandnew my lover
  - ニシエヒガシエ WEST remix
  - CENTER OF UNIVERSE
  - Everything（It's you）
  - ラララ
  - ボレロ
  - いつの日にか二人で
  - 君が好き[注 3]
  - CHILDREN'S WORLD

- 第3話『シトラスの誕生日』（17曲）
  - 雨のち晴れ（remix）
  - マーマレード・キッス
  - Love is Blindness
  - Dive
  - 友とコーヒーと嘘と胃袋
  - 蜃気楼
  - さよならは夢の中へ
  - Prism
  - デルモ
  - Mirror
  - everybody goes -秩序のない現代にドロップキック-
  - everybody goes（Instrumental Version）
  - ALIVE
  - 車の中でかくれてキスをしよう
  - 君が好き[注 3]
  - ラヴ コネクション
  - 旅人

- 第4話『小さな星』（14曲）
  - Heavenly kiss
  - ラヴ コネクション
  - Simple
  - 虜
  - 深海
  - CENTER OF UNIVERSE
  - BLUE
  - 思春期の夏〜君との恋が今も牧場に〜
  - Dive
  - 幸せのカテゴリー
  - Image
  - 君が好き[注 3]
  - Drawing
  - 星になれたら

- 第5話『過去からの贈り物』（16曲）
  - Dive
  - Mr.Shining Moon
  - Prism
  - I'll be
  - シーラカンス
  - ニシエヒガシエ
  - マーマレード・キッス
  - ニシエヒガシエ EAST remix
  - Hallelujah
  - 思春期の夏〜君との恋が今も牧場に〜
  - ゆりかごのある丘から
  - Round About〜孤独の肖像〜
  - 【es】 〜Theme of es〜
  - 深海
  - 君が好き[注 3]
  - DISCOVERY

- 第6話『見知らぬ記憶』（17曲）
  - DISCOVERY
  - Simple
  - ゆりかごのある丘から
  - LOVE
  - 光の射す方へ
  - 車の中でかくれてキスをしよう
  - 雨のち晴れ（remix）
  - 友とコーヒーと嘘と胃袋
  - マーマレード・キッス
  - 花 -Memento-Mori-
  - マシンガンをぶっ放せ
  - ニシエヒガシエ EAST remix
  - シーソーゲーム 〜勇敢な恋の歌〜
  - グッバイ・マイ・グルーミーデイズ
  - 安らげる場所
  - Everything（It's you）
  - Over

- 第7話『捨てられた思い出』（17曲）
  - CROSS ROAD
  - ゆりかごのある丘から
  - 逃亡者
  - 雨のち晴れ（remix）
  - 君が好き
  - 友とコーヒーと嘘と胃袋
  - 花
  - Tomorrow never knows（remix）
  - 安らげる場所
  - シーソーゲーム〜勇敢な恋の歌〜
  - シーソーゲーム〜勇敢な恋の歌〜（Instrumental Version）
  - Drawing
  - I'll be
  - 手紙
  - 終わりなき旅
  - Image
  - 優しい歌

- 第8話『告白』（17曲）
  - ためいきの日曜日
  - Dive
  - Everything is made from a dream
  - 友とコーヒーと嘘と胃袋
  - ゆりかごのある丘から
  - 思春期の夏〜君との恋が今も牧場に〜
  - 幸せのカテゴリー
  - タイムマシーンに乗って
  - ラララ
  - CHILDREN'S WORLD
  - 雨のち晴れ（remix）
  - Distance
  - 安らげる場所
  - ALIVE
  - 君が好き
  - 臨時ニュース
  - マシンガンをぶっ放せ

- 第9話『禁じられた歓び』（16曲）
  - #2601
  - prologue
  - また会えるかな
  - innocent world
  - シーソーゲーム〜勇敢な恋の歌〜
  - ゆりかごのある丘から
  - 思春期の夏〜君との恋が今も牧場に〜
  - ためいきの日曜日
  - その向こうへ行こう
  - 傘の下の君に告ぐ
  - ALIVE
  - 名もなき詩
  - I'll be
  - I'LL BE
  - 口笛
  - Dance Dance Dance

- 第10話『破滅への遺伝子』（18曲）
  - Mr.Shining Moon
  - ありふれたLove Story〜男女問題はいつも面倒だ〜
  - Dive
  - ラララ
  - 風〜The wind knows how I feel〜
  - Another Mind
  - 車の中でかくれてキスをしよう
  - 光の射す方へ
  - Image
  - 君の事以外は何も考えられない
  - 独り言
  - アンダーシャツ
  - いつの日にか二人で
  - Drawing
  - Mirror
  - Asia（エイジア）
  - 終わりなき旅
  - 君が好き

- 最終話『終わりなき旅』（24曲）
  - Drawing
  - 抱きしめたい
  - 雨のち晴れ（remix）
  - innocent world
  - I'll be
  - Simple
  - Dance Dance Dance
  - Everything is made from a dream
  - 終わりなき旅
  - my life
  - ゆりかごのある丘から
  - ためいきの日曜日
  - 光の射す方へ
  - いつの日にか二人で
  - Image
  - CHILDREN'S WORLD
  - Dive
  - 花
  - DISCOVERY
  - 深海
  - youthfull days
  - 風〜The wind knows how I feel〜
  - 君がいた夏
  - 安らげる場所
  - 君が好き

## 放送日程
| 各話                                                           | 放送日         | サブタイトル     | 演出       | エンディング使用曲                                   | 視聴率 |
| -------------------------------------------------------------- | -------------- | ---------------- | ---------- | ---------------------------------------------------- | ------ |
| 第1話                                                          | 2001年10月08日 | 天使の羽         | 本広克行   | 優しい歌→君が好き                                    | 17.1%  |
| 第2話                                                          | 2001年10月15日 | 愛の井戸         | 本広克行   | CHILDREN'S WORLD                                     | 18.2%  |
| 第3話                                                          | 2001年10月22日 | シトラスの誕生日 | 羽住英一郎 | 旅人→youthful days                                   | 18.2%  |
| 第4話                                                          | 2001年10月29日 | 小さな星         | 羽住英一郎 | 星になれたら                                         | 16.3%  |
| 第5話                                                          | 2001年11月05日 | 過去からの贈り物 | 本広克行   | DISCOVERY→youthful days                              | 17.1%  |
| 第6話                                                          | 2001年11月12日 | 見知らぬ記憶     | 羽住英一郎 | Over                                                 | 18.0%  |
| 第7話                                                          | 2001年11月19日 | 捨てられた思い出 | 本広克行   | 優しい歌                                             | 17.7%  |
| 第8話                                                          | 2001年11月26日 | 告白             | 羽住英一郎 | マシンガンをぶっ放せ→youthful days                   | 17.1%  |
| 第9話                                                          | 2001年12月03日 | 禁じられた歓び   | 本広克行   | youthful days                                        | 18.1%  |
| 第10話                                                         | 2001年12月10日 | 破滅への遺伝子   | 羽住英一郎 | 終わりなき旅→スタッフロール開始と共に無音声→君が好き | 18.5%  |
| 最終話                                                         | 2001年12月17日 | 終わりなき旅     | 本広克行   | 君が好き                                             | 18.5%  |
| 平均視聴率 17.7%（視聴率はビデオリサーチ調べ、関東地区・世帯） |                |                  |            |                                                      |        |